# Павле Пекић (глумац)
Павле Пекић (Београд, 28. септембар 1972) српски је филмски и позоришни глумац. Дипломирао је глуму на Факултету драмских уметности у класи проф. др Владимира Јевтовића.

## Биографија
Фон Ашенбек у „Сумраку богова" и Леополд Блум у „Кишним капима...", глумац Београдског драмског позоришта Павле Пекић добитник је више од десет награда на домаћим и међународним позоришним фестивалима, међу којима је и она са именом Милоша Жутића. Драмски уметник, глумац Павле Пекић добитник је награде „Милош Жутић“ 2007. године, коју додељује Савез драмских уметника Србије, за најбоље глумачко остварење у професионалним позориштима у Србији. Павле Пекић награђен је за тумачење лика Светозара Ружичића у представи „Покондирена тиква“ Јована Стерије Поповића у режији Марка Манојловића и продукцији Народног позоришта из Кикинде.

lavender; text-align:center;
"
| Год.       | Назив                              | Улога \|- style="background: Lavender; text-align:center; " | 1990.-те | 1990.-те | 1990.-те | 1990.-те |
| 1997.      | Горе доле ТВ серија                | Рођак старе госпође                                         |          |          |          |          |
| 1999.      | Пропутовање                        | Борислав - млађи (сегмент "Сребрни метак")                  |          |          |          |          |
| 2000.-те   |                                    |                                                             |          |          |          |          |
| 2003 2004. | Црни Груја ТВ серија               | Будимир / Карађорђев рођак                                  |          |          |          |          |
| 2007.      | Млетачки трговац ТВ филм           | Саланио                                                     |          |          |          |          |
| 2007.      | Бора под окупацијом ТВ филм        | /                                                           |          |          |          |          |
| 2009.      | Горки плодови ТВ серија            | /                                                           |          |          |          |          |
| 2010.-те   |                                    |                                                             |          |          |          |          |
| 2010.      | Неке друге приче                   | Болничар из возила 2 (сегмент "Српска прица")               |          |          |          |          |
| 2012.      | Доктор Реј и ђаволи                | Златан                                                      |          |          |          |          |
| 2016.      | Санта Мариа делла Салуте           | Јован Протић                                                |          |          |          |          |
| 2017.      | Санта Мариа делла Салуте ТВ серија | Јован Протић                                                |          |          |          |          |
| 2018.      | Истине и лажи ТВ серија            | доктор Филип Стаматовић /                                   |          |          |          |          |
| 2020.-те   |                                    |                                                             |          |          |          |          |
| 2021.      | Тајне винове лозе                  | Александар-Хаџи                                             |          |          |          |          |